# 金曜アニメランド
『金曜アニメランド』（きんようアニメランド）は、1990年4月13日から6月22日までフジテレビの金曜16:00 - 18:00（JST）にて設けられていたテレビアニメ放送枠の名称である。
ここでは、1990年7月6日から同年9月28日に同枠で放送されたテレビアニメ放送枠についても述べる。

## 概要
本枠の開設以前、フジテレビは平日17:00枠の活性化を図って日替わりアニメゾーン『ティーンズゴールデンタイム』が設置されていた。しかし、月曜放送の『がきデカ』が2クールで終了し、更に直前番組『パラダイスGoGo!!』も終了。月〜木17:00枠は16:00枠との枠交換により、1時間ドラマの再放送枠へと転換された。
その後、残った4作品『たいむとらぶるトンデケマン!』『まじかるハット』『かりあげクン』『らんま1/2熱闘編』を金曜16:00 - 18:00枠へ移動・集約し、新たにゾーンタイトルを『金曜アニメランド』として放送する事となった。

## 内容リスト
| 放送時間      | タイトル                    | 製作会社                            | 原作          | 声の出演                                               | 備考         |
| ------------- | --------------------------- | ----------------------------------- | ------------- | ------------------------------------------------------ | ------------ |
| 16:00 - 16:30 | たいむとらぶるトンデケマン! | FCI INC フジエイト 葦プロダクション | 岡正 （原案） | 千葉繁、三ツ矢雄二、佐久間レイ、笹岡繁蔵、滝口順平     | 木曜から移動 |
| 16:30 - 17:00 | まじかるハット              | スタジオぴえろ 読売広告社           | 方倉陽二      | 伊倉一恵、鈴木富子、八奈見乗児、松井菜桜子、内海賢二   | 水曜から移動 |
| 17:00 - 17:30 | かりあげクン                | 東映動画                            | 植田まさし    | 塩屋翼、野田圭一、八奈見乗児、大竹宏                   | 火曜から移動 |
| 17:30 - 18:00 | らんま1/2熱闘編             | キティ・フィルム スタジオディーン   | 高橋留美子    | 山口勝平、林原めぐみ、緒方賢一、日髙のり子、佐久間レイ | 据え置き     |

## 枠名廃止と放送枠解消
開始して3ヶ月後に6月22日放送をもって、『金曜アニメランド』の枠名は廃止となった。
6月29日の秋篠宮文仁親王ご成婚中継で休止した後、翌週の7月6日放送で『まじかるハット』は終了し、『トンデケマン』も日曜5:30へ移動、次番組はそれぞれ『ゲゲゲの鬼太郎（第3作）』『ひみつのアッコちゃん（第2作）』の再放送となった。
『鬼太郎』『アッコ』も3ヶ月後の9月28日放送をもって打ち切られ、本時間帯のアニメ枠は通算6ヶ月間で解消となった。

## 解消後
- 終了後は、月〜金の16:30 - 17:25にドラマ再放送枠を繰上げ（30分繰上げ）、そのため『らんま』は不変のまま、『かりあげクン』は金曜16:00に移動した。
  - なお月〜木の16:00枠と17:30枠は、どちらもアニメ再放送枠だった。
- そして『らんま』は1992年9月25日まで金曜17:30枠で継続、一方の金曜16:00枠は『かりあげクン』→『ドラゴンクエスト』→『ハイスクールミステリー学園七不思議』→『まぼろしまぼちゃん』と変遷を繰り返し、『らんま』終了の1992年9月まで続いた。

## 参考資料
朝日新聞・縮刷版